# Juan Nepomuceno Méndez

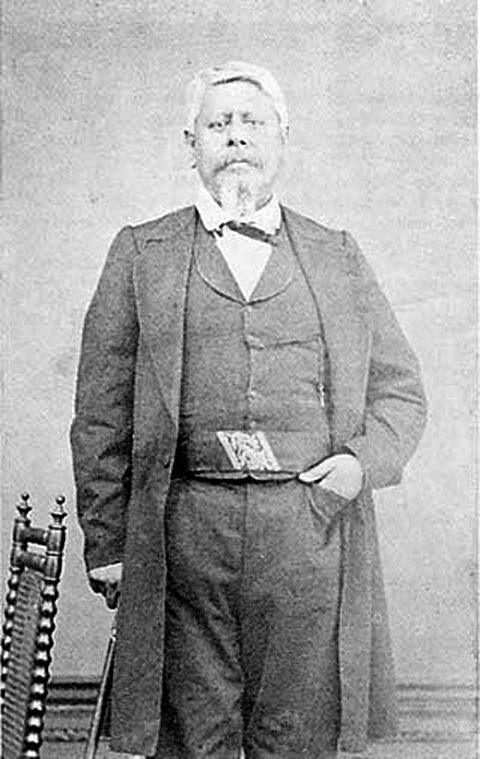
Juan Méndez

Juan Nepomuceno Méndez (* 2. Juli 1820 in Tetela de Ocampo; † 29. November 1894 in Mexiko-Stadt) war ein mexikanischer General und Politiker. Er war von Dezember 1876 bis Februar 1877 Interimspräsident.
Juan Méndez nahm an der Schlacht bei Puebla teil und wurde während der Französischen Intervention in Mexiko gefangen genommen. Nachdem er wieder frei war, war er in zwei Legislaturperioden Gouverneur von Puebla, nach seiner Zeit als Präsident in einer weiteren Legislaturperiode.